# 캐럴라인 윌리엄스
캐럴라인 윌리엄스(Caroline Williams, 1957년 3월 27일 ~ )는 미국의 배우이다.

## 출연 작품
- 블라인드 (2019)
- 블랙 스완: 흑화 (2018)
- 블러드 피스트 (2016)
- 마션 랜드 (2015)
- 컨트랙티드 (2013)
- 손도끼 3 (2013)
- 애벌리션 (2011)
- H2: 어느 살인마의 가족 이야기 (2009)
- 그린치 (2000)
- 격노 (1999)
- 마이크 해머, 프라이빗 아이 (1997)
- 표류교실 (1995)
- 레프리콘 3 (1995)
- 사라의 이중 생활 (1994)
- 플래시파이어 (1993)
- 텍사스 전기톱 학살 3 (1990)
- 여탐정 테레사 (1990)
- 폭풍의 질주 (1990)
- 계부 2 (1989)
- 위험 지역 (1988)
- 마지막 질주 (1986)
- 텍사스 전기톱 학살 2 (1986)
- 호스티지 달라스 (1986)
- 더 레전드 오브 빌리 진 (1985)
- 스마일 (1975)